# خليل قنصل
خليل قنصل (23 ديسمبر 1937 - 5 ديسمبر 2018) هو كاتب ومؤلف وفلكي أردني كان أحد مؤسسي الاتحاد العربي لعلوم الفضاء والفلك وأمينهُ العام لعِدَّة دورات وكذلك واحدًا من مؤسِّسي الجمعية الفلكية الأردنية ورؤسائها السابقين. وضعَ خليلُ قنصل العديد من الكتب والمؤلَّفات في علم الفلك باللغة العربية وترأَّس تحرير «مجلة الكون»، وكان عضوا في رابطة الكتاب الأردنيين  كما نٌشِرَت لهُ أبحاثٌ مختلفة باللغة الإنكليزية خصوصًا عن فوهة جبل وقف الصوان في البادية الأردنية والتي كان لهُ دورٌ باكتشافها ودراستها. ويعتبر خليل قنصل شيخ وعميد الفلكيين العرب.

## سيرته
ولد خليل أنطون سالم قنصل في مادبا في شهر كانون الأول/ ديسمبر من عام 1937. وتلقى تعليمه الابتدائي في مادبا ورام الله. واشتغل في التعليم في مدارس القرى الأردنية مثل أبو نصير. ثم تابع تعليمه العالي وحصل على الدرجة الجامعية الأولى في هندسة البترول من جامعة كلاوستال للتكنولوجيا الألمانية. وقد عمل لاحقًا كمهندس بترول في سلطة المصادر الطبيعية حتى تقاعده منها عام 1997، وكان خليل قنصل رجل علم وفكر وموقف حيث شارك في المظاهرات التي عمت الأردن عام 1954 واعتقل مع الكثيرين.
وقد أسَّس خليل قنصل مع الفلكي الأردني عبد الرحيم بدر جمعية هواة الفلك عام 1987، والتي تحولت إلى الجمعية الفلكية الأردنية عام 1994. وأصبح قنصل رئيسًا للجمعية منذ عام 1992 حتى عام 2007. كما أجرى تعاونًا مع الفلكيّ العراقي حميد مجول النعيمي وجمعيات فلكية عربية لتأسيس الاتحاد العربي لعلوم الفضاء والفلك في عام 1998، والذي مقره في العاصمة الأردنية عمَّان. وأصبح قنصل رئيسًا للاتحاد منذ تأسيسه وحتى عام 2009.
ترأس قنصل تحرير مجلة «الكون» الفلكية الصادرة عن الاتحاد، وكذلك كان رئيسًا لتحرير مجلة «الدبران» الفلكية التي صدرت شهريًا عن الجمعية الفلكية الأردنية لمدة سنة واحدة عام 1993. ولهُ المئات من المقالات المنشورة في علوم الآثار وعلوم الفلك والفضاء في الصحف المحلية وفي المجلة الثقافية الصادرة عن الجامعة الأردنية، كما أن لهُ مؤلَّفاتٍ في الشعر النبطي. وقد صدر له كتاب «ديوان الشاعر الشعبي سالم القنصل» عام 2013.